# Pavona gigantea
Espèce
Statut de conservation UICN

 LC  : Préoccupation mineure
Statut CITES
Pavona gigantea est une espèce de coraux appartenant à la famille des Agariciidae.